# Бакряж
Бакря́ж (рос. Бакряж) — село у складі Ачитського міського округу Свердловської області.
Населення — 669 осіб (2010, 720 2002).
Національний склад станом на 2002 рік: росіяни — 92 %.